# Табынский сельсовет
Табынский сельсовет — муниципальное образование в Гафурийском районе Башкортостана.

## История
Согласно «Закону о границах, статусе и административных центрах муниципальных образований в Республике Башкортостан» имеет статус сельского поселения.
В 2008 году объединён с сельским поселением Архангельский сельсовет.
Закон Республики Башкортостан от 19.11.2008 г. № 49-З «Об изменениях в административно-территориальном устройстве Республики Башкортостан в связи с объединением отдельных сельсоветов и передачей населённых пунктов», ст.1 п. 17) а) гласит:

 "Внести следующие изменения в административно-территориальное устройство Республики Башкортостан:
 по Гафурийскому району:

 объединить Табынский и Архангельский сельсоветы с сохранением наименования «Табынский» с административным центром в селе Табынское.
Включить село Архангельское, деревни Ахметка, Героевка, Победа
Архангельского сельсовета в состав Табынского сельсовета.

Утвердить границы Табынского сельсовета согласно представленной схематической карте.

Исключить из учётных данных Архангельский сельсовет

## Население
| 2002  | 2009  | 2010  | 2012  | 2013  | 2014  | 2015  |
| ----- | ----- | ----- | ----- | ----- | ----- | ----- |
| 3531  | ↘3470 | ↘3017 | ↘2978 | ↘2911 | ↘2830 | ↘2784 |
| 2016  | 2017  |       |       |       |       |       |
| ↘2754 | ↘2713 |       |       |       |       |       |

## Состав сельского поселения
| №  | Населённый пункт     | Тип населённого пункта       | Население |
| -- | -------------------- | ---------------------------- | --------- |
| 1  | Табынское            | село, административный центр | ↘1827     |
| 2  | Родина               | село                         | ↘703      |
| 3  | Берёзовка            | деревня                      | ↗154      |
| 4  | Архангельское        | село                         | ↘145      |
| 5  | Новые Бурлы          | деревня                      | ↘73       |
| 6  | Павловка             | деревня                      | ↘57       |
| 7  | Ахметка              | деревня                      | ↘53       |
| 8  | Победа               | деревня                      | ↘4        |
| 9  | Кузьма-Александровка | деревня                      | →1        |
| 10 | Героевка             | деревня                      | →0        |

### Упразднённые населённые пункты
Новотабынск — посёлок, упраздненный в 2005 году.